# Nino Bolzoni
Ultimino „Nino“ Bolzoni (* 7. September 1903 in Cremona; † 13. Mai 1972 ebenda) war ein italienischer Ruderer.

## Werdegang
Nino Bolzoni startete mit Romeo Sisti den Olympischen Sommerspielen 1928 in Amsterdam in der Zweier ohne Steuermann-Regatta. Dabei konnten sie ihren Vorlauf sowie ihren Viertelfinallauf souverän gewinnen. Wenige Minuten später sahen sie wie in der Zweier mit Steuermann-Regatta ihre italienischen Ruderkollegen kenterten. Um ihnen zu helfen, sprangen sie ins Wasser und erkrankten in den Folgetagen an Fieber. Durch ihren verschlechterten Gesundheitszustand konnten Sisti und Bolzoni ihren Halbfinal- und B-Finallauf nicht gewinnen und verpassten als Vierte somit eine Medaille. Ein Jahr später wurden Bolzoni und Sisti Europameister in Bydgoszcz.